# 马克·苏卡纳茨
马克·苏卡纳茨（Marko Socanac，1978年7月4日—），塞尔维亚足球运动员，司职后卫，现效力于中超球队青岛中能。